# Monocelis glaucus
Monocelis glaucus är en plattmaskart som beskrevs av Diesing 1862. Monocelis glaucus ingår i släktet Monocelis och familjen Monocelididae. Inga underarter finns listade i Catalogue of Life.